# Gramática da interlíngua
A gramática da Interlíngua baseia-se em grande parte na das línguas românicas, mas é simplificada, principalmente sob a influência do inglês. Contudo, todas as línguas de controlo, incluindo o alemão e o russo, foram consultadas no desenvolvimento da gramática. As características gramaticais ausentes em qualquer uma das línguas de controle primárias (inglês, francês, italiano, espanhol e português) foram eliminadas. Por exemplo, não há concordância adjetiva (espanhol/português gatos negros 'black cats'), uma vez que esse traço está ausente em inglês, nem tempos verbais contínuos (inglês que estou lendo), uma vez que estão ausentes em francês. Por outro lado, a Interlíngua possui artigos, ao contrário do russo, já que o russo é uma língua de controle secundária.
Não há marcação sistêmica para classes gramaticais. Por exemplo, os substantivos não precisam terminar em nenhuma letra específica. Normalmente, porém, os adjetivos terminam em -e ou uma consoante, os advérbios terminam em -mente ou -o, enquanto os substantivos terminam em -a, -e, -o ou uma consoante. Os verbos finitos quase sempre terminam em -a, -e ou -i, enquanto os infinitivos adicionam -r: scribe, 'escreve'; scriber, 'escrever'.

## Artigo definido e indefinido
O artigo definido é le para todos os gêneros (masculino, feminino e neutro) e números (singular e plural). O artigo indefinido é un para todos os gêneros: le patre, le matre, le hotel, le ideas, un infante, un femina, un television. As preposições a e de mais o artigo definido tornam-se al e del: ille pensa al ideas del professor.

## Substantivos
Os substantivos terminados por vogal (a, e, i, o, u, y) formam o 
plural pela adição de -s, e os substantivos terminados por consoante 
formam o plural juntando-se -es:
- le lingua – le linguas;
- un nation – multe nationes.

## Adjetivos
O adjetivo é invariável (i.e., nenhuma concordância com o substantivo ou pronome) e pode estar antes ou depois do substantivo: bon 
die, le bon infantes, un grande hotel, un idea interessante, 
interessante ideas.

## Advérbios
O advérbio é formado pela adição de -mente (-amente após um -c
final) ao adjetivo:
- un recente edition – recentemente editate;
- un impossibilitate physic – physicamente impossibile.

## Comparativo e superlativo
O comparativo dos adjetivos e advérbios é formado por plus e o 
superlativo por le plus, e os graus de inferioridade por minus e le minus:
- forte – plus forte – le plus forte; London es un del plus grande citates del mundo;
- le Spitfire vola minus rapidemente que le Boeing; un centimetro es minus longe que un metro, ma un millimetro es le minus longe del tres